# Дедовский (Башкортостан)
Де́довский (баш. Дедовский) — хутор в Куюргазинском районе Республики Башкортостан Российской Федерации. Входит в состав Ермолаевского сельсовета. 

## География

### Географическое положение
Расстояние до:
- районного центра (Ермолаево): 16 км,
- центра сельсовета (Ермолаево): 16 км,
- ближайшей ж/д станции (Ермолаево): 17 км.

## Население
| 2002 | 2009 | 2010 |
| ---- | ---- | ---- |
| 9    | ↘8   | →8   |

Национальный состав
Согласно переписи 2002 года, преобладающая национальность — башкиры (56 %).